# DreamWorks Animation
DreamWorks Animation LLC (DWA) (cunoscut de asemenea ca DreamWorks Animation Studios sau simplu DreamWorks) este un studio de animație american deținut de NBCUniversal al Comcast ca parte a Universal Pictures, o divizie a Universal Studios. Studioul a lansat un total de 50 de filme lungmetraj, inclusiv o mulțime dintre filmele de animație cu cele mai mari încasări din toate timpurile, cu Shrek 2 (2004) fiind cel mai mare la timpul lansării. Primul film al studioului, Furnicuțe, a fost lansat pe 2 octombrie 1998, iar cel mai recent film al său, remake-ul în live action al Cum să îți dresezi dragonul, a fost lansat pe 13 iunie 2025. Filmele sale viitoare includ Băieții răi 2 pe 1 august 2025, Gabby's Dollhouse: The Movie pe 26 septembrie 2025, Forgotten Island pe 25 septembrie 2026, Shrek 5 pe 23 decembrie 2026, remake-ul în live-action al Cum să îți dresezi dragonul 2 pe 11 iunie 2027, Cocomelon: The Movie în 2027 și un film fără nume pe 22 septembrie 2028.
Format ca o divizie a DreamWorks Pictures în 1994 cu angajați ai fostei ramuri de animație Amblimation a Amblin Entertainment, a fost desprins ca o companie separată în 2004. NBCUniversal a cumpărat DreamWorks Animation pentru 3,8 miliarde de $ în 2016. Studioul a realizat inițial câteva filme animate tradițional, și de asemenea și două coproducții stop-motion cu Aardman Animations, dar în prezent depinde exclusiv de animație pe computer. Însă, în 2022, președintele Margie Cohn a declarat că studioul este deschis animației tradiționale. Producțiile sale, printre care Prințul Egiptului, Wallace și Gromit: Blestemul iepurelui și francizele Shrek, Madagascar, Kung Fu Panda și Cum să îți dresezi dragonul au câștigat numeroase premii, inclusiv trei Premii Oscar, 41 de Premii Emmy, numeroase Premii Annie și multiple nominații la Premiile Globul de Aur și Premiile BAFTA.
Filmele produse de DreamWorks Animation au fost distribuite inițial de către DreamWorks Pictures până în 2005, apoi de către Paramount Pictures între 2006 și 2012 și de către 20th Century Fox între 2013 și 2017. Majoritea filmelor DWA din 2019 încoace au fost lansate prin Universal Pictures, care, de asemenea, deține majoritatea drepturilor asupra catalogului său anterior.

## Filmografie
| 1998 | Furnicuțe                                   |
| 1998 | Prințul Egiptului                           |
| 1999 |                                             |
| 2000 | Drumul spre El Dorado                       |
| 2000 | Evadare din coteț                           |
| 2000 | Iosif: Regele viselor                       |
| 2001 | Shrek                                       |
| 2002 | Spirit - Armăsarul Vestului Sălbatic        |
| 2003 | Sinbad: Legenda celor șapte mări            |
| 2004 | Shrek 2                                     |
| 2004 | Povestea unui rechin                        |
| 2005 | Madagascar                                  |
| 2005 | Wallace și Gromit: Blestemul iepurelui      |
| 2006 | Peste tufiș                                 |
| 2006 | Aruncat la canal                            |
| 2007 | Shrek al Treilea                            |
| 2007 | Bee Movie: Povestea unei albine             |
| 2008 | Kung Fu Panda                               |
| 2008 | Madagascar 2                                |
| 2009 | Monștri contra extratereștri                |
| 2010 | Cum să îți dresezi dragonul                 |
| 2010 | Shrek pentru totdeauna                      |
| 2010 | Megamind                                    |
| 2011 | Kung Fu Panda 2                             |
| 2011 | Motanul încălțat                            |
| 2012 | Madagascar 3: Fugăriți prin Europa          |
| 2012 | Cinci eroi de legendă                       |
| 2013 | Familia Crood                               |
| 2013 | Turbo                                       |
| 2014 | Dl. Peabody și Sherman                      |
| 2014 | Cum să îți dresezi dragonul 2               |
| 2014 | Pinguinii din Madagascar                    |
| 2015 | Acasă                                       |
| 2016 | Kung Fu Panda 3                             |
| 2016 | Trolii                                      |
| 2017 | The Boss Baby: Cine-i șef acasă?            |
| 2017 | Aventurile Căpitanului Underpants           |
| 2018 |                                             |
| 2019 | Cum să îți dresezi dragonul 3               |
| 2019 | Yeti - Omul Zăpezilor                       |
| 2020 | Trolii descoperă lumea                      |
| 2020 | Familia Crood: Vremuri Noi                  |
| 2021 | Spirit neîmblânzit                          |
| 2021 | Boss Baby: Afaceri de familie               |
| 2022 | Băieții răi                                 |
| 2022 | Motanul încălțat: Ultima dorință            |
| 2023 | Ruby Gillman, adolescenta kraken            |
| 2023 | Trolii: Se strânge trupa                    |
| 2024 | Orion și Întunericul                        |
| 2024 | Kung Fu Panda 4                             |
| 2024 | Roboțica roz: Gardiana insulei              |
| 2025 | Dog Man                                     |
| 2025 | Cum să îți dresezi dragonul (live-action)   |
| 2025 | Băieții răi 2                               |
| 2025 | Gabby's Dollhouse: The Movie                |
| 2026 | Forgotten Island                            |
| 2026 | Shrek 5                                     |
| 2027 | Cum să îți dresezi dragonul 2 (live-action) |
| 2027 | Cocomelon: The Movie                        |

### Francize
| #  | Titlu                                        | Ani          | Filme | Scurtmetraje | Sezoane |
| -- | -------------------------------------------- | ------------ | ----- | ------------ | ------- |
| 1  | Prințul Egiptului                            | 1998–2000    | 2     | 0            | 0       |
| 2  | Shrek / Motanul încălțat                     | 2001–prezent | 6     | 8            | 6       |
| 3  | Spirit                                       | 2002–prezent | 2     | 2            | 13      |
| 4  | Madagascar                                   | 2005–prezent | 4     | 4            | 17      |
| 5  | Kung Fu Panda                                | 2008–prezent | 4     | 5            | 8       |
| 6  | Monștri contra extratereștri                 | 2009–2014    | 1     | 3            | 1       |
| 7  | Cum să îți dresezi dragonul                  | 2010–prezent | 3     | 6            | 22      |
| 8  | Megamind                                     | 2010–prezent | 2     | 1            | 1       |
| 9  | Familia Crood                                | 2013–prezent | 2     | 3            | 10      |
| 10 | Turbo                                        | 2013–2016    | 1     | 0            | 3       |
| 11 | Rocky și Bullwinkle / Dl. Peabody și Sherman | 2014–2019    | 1     | 1            | 5       |
| 12 | Acasă                                        | 2015–2017    | 1     | 1            | 4       |
| 13 | Trolii                                       | 2016–prezent | 3     | 5            | 15      |
| 14 | Povești din Arcadia                          | 2016–2021    | 1     | 0            | 6       |
| 15 | The Boss Baby                                | 2017–prezent | 2     | 2            | 6       |
| 16 | Captain Underpants                           | 2017–prezent | 2     | 0            | 4       |
| 17 | Yeti - Omul Zăpezilor                        | 2019–prezent | 1     | 1            | 2       |
| 18 | Băieții răi                                  | 2022–prezent | 2     | 1            | 0       |
| 19 | Roboțica roz: Gardiana insulei               | 2024–prezent | 1     | 0            | 0       |